# Jérôme Patard
Jérôme Patard (né le 10 août 1978 à Louviers en France) est un joueur français de hockey sur glace qui évolue au poste d'attaquant,.

## Carrière en club
Formé dans l'un des plus grands clubs de France, Rouen, Jérôme est prêté à l'âge de 18 ans, dans un autre club normand, celui du Calvados, Caen. Finalement, l'année suivante, il revient chez les Dragons et fait ses débuts en Elite. S'il n'affole pas les compteurs, Jérôme brille suffisamment pour attirer un petit club qui monte, l'Hormadi d'Anglet. De sa formation rouennaise, il repart tout de même avec une finale de Coupe de France et deux demi-finales de Championnat Elite dans la besace.
Lorsqu'il débarque dans le Pays basque, Patard ne s'attend pas à vivre une aventure aussi extraordinaire que celle vécue par les Orques en 2000-2001. Les Verts terminent la saison régulière à la 5e position et se retrouve opposés aux Ducs d'Angers lors des 1/4 de finale. Alors que les angevins sont les favoris, Anglet les élimine en trois matchs secs. Voilà Jérôme et ses coéquipiers en 1/2 finale ! Le premier match tourne au désastre : mécontents du délai incroyable avec lequel la Fédération a réagi pour sanctionner Slavomir Vorobel, l'Hormadi décide de jouer le premier tiers face à Reims, les crosses levées ! Bien sûr, il n'y a pas de match : 13-0 à la fin du premier tiers et 17-2 à la fin de la dernière période. Pour le reste de la série, Jérôme évoluera en troisième ligne aux côtés de Jean-Michel Larroque et Édouard Manson. Une série qui va se révéler une énorme surprise : Anglet finit par sortir le grand Reims (3-2) !  La finale, face à l'ogre rouennais (le club formateur de Patard) n'est pas aussi joyeuse et, dès le troisième match, les Angloys s'inclinent laissant Rouen fêter le titre.
Mais la machine Anglet est lancée et Jérôme y prend une place de plus en plus importante. Si les deux années suivantes sont quelque peu décevantes en Championnat, les Angloys font merveilles en Coupe. En 2002, ils parviennent en 1/2 Finale de la Coupe continentale ! Associé à Antoine Amsellem et Xavier Daramy, Jérôme finit la compétition avec un seul petit point, mais un point ô combien important : il permet à Anglet de prendre l'avantage face à Sheffield, but qui aboutira à la victoire, synonyme de qualification pour la demi-finale ! Mais là, le niveau sera trop élevé. Jérôme et ses compagnons ne peuvent rien face aux armadas de Londres (3-5), Vålerenga (1-4) et le Jukurit Mikkeli (2-5). L'année suivante (2002-2003), Anglet échoue en finale de la Coupe de France aux tirs au but, face aux Ours de Villard-de-Lans. Néanmoins, Jérôme sera le héros de la 1/2 finale face à Angers, où il marquera le but qualificatif en prolongation (il avait déjà marqué le but égalisateur à 2-2). Durant la finale, Jérôme délivrera même une passe décisive pour Dostal, concluant ainsi de très belle manière cette belle aventure.
Début 2004, Jérôme tente l'aventure au Québec mais revient aussi sec dans l'hexagone. Après un petit intermède bordelais, il retourne à Anglet où il assistera à la lente mais inexorable chute du club basque. Courant août 2007, la nouvelle tombe : Anglet voit son dossier invalidé par la Fédération et plonge en Division 3. Jérôme prend alors la décision de tenter sa chance au sein de l'effectif des Boxers, lui qui arrive riche d'une expérience de près de 300 matchs en Elite et d'un palmarès que beaucoup de joueurs doivent lui envier.

## Clubs successifs
- Louviers Hockey Club :
- Dragons de Rouen : jusqu'en 1996
- Léopards de Caen : de 1996 à 1997
- Dragons de Rouen : de 1997 à 2000
- Orques d'Anglet : de 2000 à 2004
- Corsaires de Dunkerque : en 2004
- CIMT de Rivière-du-Loup : en 2004
- Fjord du Saguenay : en 2004
- Boxers de Bordeaux : en 2005
- Orques d'Anglet : de 2005 à 2007
- Boxers de Bordeaux : depuis 2007

## Palmarès
- 1997-1998 :
  - 1/2 finaliste du championnat de France
- 1998-1999 :
  - 1/4 finaliste du championnat de France
- 1999-2000 :
  - 1/2 finaliste du championnat de France
  - finaliste de la Coupe de France
- 2000-2001 :
  - finaliste du championnat de France
- 2001-2002 :
  - 1/2 finaliste de la Coupe d'Europe Continentale
- 2002-2003 :
  - finaliste de la Coupe de France
- 2003-2004 :
  - 1/2 finaliste du championnat de France
- 2005-2006 :
  - 1/2 finaliste de la Coupe de France

## Statistiques
Pour les significations des abréviations, voir Statistiques du hockey sur glace.
| Saison    | Équipe                  | Ligue         |    | Saison régulière | Saison régulière | Saison régulière | Saison régulière | Saison régulière |   | Séries éliminatoires | Séries éliminatoires | Séries éliminatoires | Séries éliminatoires | Séries éliminatoires |
| Saison    | Équipe                  | Ligue         | PJ | B                | A                | Pts              | Pun              | PJ               | B | A                    | Pts                  | Pun                  |                      |                      |
| 1996-1997 | Léopards de Caen        | Fra-2         | 13 | 2                | 1                | 3                | 4                |                  |   |                      |                      |                      |                      |                      |
| 1997-1998 | Dragons de Rouen        | Fra-1         | 15 | 0                | 0                | 0                | 0                |                  |   |                      |                      |                      |                      |                      |
| 1998-1999 | Dragons de Rouen        | Fra-1         | 41 | 4                | 1                | 5                | 4                |                  |   |                      |                      |                      |                      |                      |
| 1999-2000 | Dragons de Rouen        | Fra-1         | 40 | 1                | 2                | 3                | 5                |                  |   |                      |                      |                      |                      |                      |
| 2000-2001 | Orques d'Anglet         | Fra-1         | 39 | 2                | 5                | 7                |                  |                  |   |                      |                      |                      |                      |                      |
| 2001-2002 | Orques d'Anglet         | Fra-1         | 26 | 0                | 2                | 2                |                  |                  |   |                      |                      |                      |                      |                      |
| 2002-2003 | Orques d'Anglet         | Fra-1         | 26 | 7                | 3                | 10               | 20               |                  |   |                      |                      |                      |                      |                      |
| 2003-2004 | Orques d'Anglet         | Fra-1         | 26 | 2                | 12               | 14               | 28               | 9                | 1 | 0                    | 1                    | 14                   |                      |                      |
| 2003-2004 | Corsaires de Dunkerque  | Fra-1         | 2  | 2                | 0                | 2                | 6                |                  |   |                      |                      |                      |                      |                      |
| 2004-2005 | CIMT de Rivière-du-Loup | LCH           | 11 | 0                | 1                | 1                | 2                |                  |   |                      |                      |                      |                      |                      |
| 2004-2005 | Fjord du Saguenay       | LNAH          | 2  | 0                | 0                | 0                | 0                |                  |   |                      |                      |                      |                      |                      |
| 2004-2005 | Boxers de Bordeaux      | Fra-3         | 2  | 3                | 1                | 4                | 12               |                  |   |                      |                      |                      |                      |                      |
| 2004-2005 | Orques d'Anglet         | Fra-1         | 10 | 2                | 5                | 7                | 12               | 4                | 1 | 0                    | 1                    | 39                   |                      |                      |
| 2005-2006 | Orques d'Anglet         | Fra-1         | 21 | 1                | 5                | 6                | 6                | 2                | 0 | 0                    | 0                    | 0                    |                      |                      |
| 2006-2007 | Orques d'Anglet         | Fra-1         | 24 | 4                | 4                | 8                | 28               | 4                | 0 | 0                    | 0                    | 51                   |                      |                      |
| 2007-2008 | Boxers de Bordeaux      | Fra-2         | 21 | 8                | 13               | 21               | 44               | 2                | 0 | 0                    | 0                    | 2                    |                      |                      |
| 2008-2009 | Boxers de Bordeaux      | Fra-2         | 24 | 6                | 11               | 17               | 28               | 2                | 0 | 1                    | 1                    | 0                    |                      |                      |
| 2009-2010 | CH Txuri Urdin          | Liga nacional | 6  | 7                | 6                | 13               | 8                |                  |   |                      |                      |                      |                      |                      |
| 2010-2011 | Orques d'Anglet         | Fra-2         | 21 | 3                | 4                | 7                | 22               | 3                | 0 | 0                    | 0                    | 4                    |                      |                      |
| 2011-2012 | Orques d'Anglet         | Fra-2         | 22 | 1                | 3                | 4                | 2                | 2                | 0 | 0                    | 0                    | 0                    |                      |                      |